# Antonio Auffinger
Antonio Auffinger es un matemático brasileño estadounidense. Trabaja en el área de la teoría de la probabilidad y la física matemática.

## Educación y carrera
Auffinger completó su doctorado en el Instituto Courant en 2011; su disertación fue dirigida por Gerard Ben Arous y recibió el Premio Francisco Aranda-Ordaz de la Sociedad Bernoulli de Estadística Matemática y Probabilidad. 
Fue instructor de Leonard Eugene Dickson en la Universidad de Chicago antes de trasladarse en 2014 a la Universidad Northwestern, donde es profesor de matemáticas. 

## Libro
Fue coautor de un libro sobre percolación del primer pasaje publicado por la Sociedad Matemática Estadounidense. 

## Reconocimiento
Auffinger ganó un premio CARRERA de la Fundación Nacional de Ciencias en 2016.   En 2017, el Consorcio Internacional de Matemáticos Chinos le otorgó una medalla de oro por su demostración de la unicidad de la medida de Parisi en vasos giratorios. 
Fue nombrado miembro de la promoción de 2023 de becarios de la Sociedad Estadounidense de Matemáticas, "por sus contribuciones a la teoría de la probabilidad y la física matemática y, en particular, al estudio de los vasos giratorios y la teoría de la percolación". 